# مگدت رحیمکولوف
مگدت رحیمکولوف (روسی: Михаил Николаевич Рахимкулов؛ زادهٔ ۱۶ اکتبر ۱۹۴۵) کارآفرین، اقتصاددان و سرمایه‌دار اهل روسیه است، که مالک اوتی‌پی بانک می‌باشد.